# الرجل الكبير (سياسة)
يشير مصطلح الرجل الكبير (بالإنجليزية: Bigmanism)‏، أو متلازمة الرجل الكبير (بالإنجليزية: Big man syndrome)‏، في سياق العلوم السياسية إلى الحكم الفاسد والاستبدادي، أو الشمولي في كثير من الأحيان من قبل شخص واحد.
يرتبط المصطلح بشكل عام بالدول النيوباتريمونالية، حيث يوجد إطار عمل من القانون والإدارة الرسميين ولكن يتم الاستيلاء على الدولة بشكل غير رسمي من قبل شبكات المحسوبية. يحظى توزيع غنائم المنصب بالأولوية على الوظائف الرسمية للدولة، مما يحد بشدة من قدرة الموظفين العموميين على وضع سياسات للصالح العام، في حين يمكن اعتبار النيوباتريمونالية هي القاعدة حيث يتم بناء دولة حديثة في سياق ما قبل الصناعة، إلا أن المتغيرات الأفريقية غالبًا ما تؤدي إلى التعددية في شكل نظام سياسي رئاسي قوي.

## أمثلة
- موبوتو سيسي سيكو - رئيس زائير بين عامي 1965 و1997، ظل في منصبه لمدة 31 سنة ونصف. شكل أثناء وجوده في منصبه نظامًا في زائير حاول تطهير البلاد من كل النفوذ الثقافي الاستعماري ودخل الحروب لتحدي صعود الشيوعية في البلدان الأفريقية الأخرى. أدى سوء إدارته لاقتصاد بلاده وإثرائه الشخصي من مواردها المالية والطبيعية إلى جعل اسمه مرادفًا لحكم اللصوص في أفريقيا.
- فرانسوا دوفالييه - رئيس هايتي بين عامي 1957 و1971. جعل نفسه رئيسًا مدى الحياة في عام 1964، وحكم حتى وفاته في عام 1971 في نظام اتسم بالاستبداد والفساد والإرهاب الذي ترعاه الدولة من خلال ميليشياته الخاصة المعروفة باسم تونتون ماكوت. تشير التقديرات إلى أنه كان مسؤولاً عن 30 ألف قتيل ونفي آلاف آخرين.
- صابر مراد نيازوف - رئيس تركمانستان من عام 1990 حتى وفاته في عام 2006. انتقدته وسائل إعلام أجنبية باعتباره من أكثر الديكتاتوريين استبدادًا وقمعيًا في العالم، وسلطت الضوء على سمعته في فرض شذوذاته الشخصية على البلاد، والتي امتدت إلى إعادة تسمية الأشهر لأسماء أفراد عائلته.
- صدام حسين - رئيس العراق بين عامي 1979 و2003. حافظ صدام على سلطته كرئيس خلال الحرب العراقية الإيرانية (1980-1988) وحرب الخليج الأولى (1991)، وخلال هذه الصراعات قمع صدام العديد من الحركات، لا سيما الحركات الشيعية والكردية التي تسعى إلى قلب نظام الحكم أو الحصول على الاستقلال. فبينما نظر إليه بعض العرب كبطل لموقفه العدواني ضد التدخل الأجنبي ودعمه للفلسطينيين، فقد شوهه كثير من العرب والقادة الغربيين لقتله العشرات من الأكراد في الشمال وغزوه للكويت. أطاحت الولايات المتحدة وحلفاؤها بصدام خلال غزو العراق عام 2003 .
- سوهارتو - رئيس إندونيسيا بين عامي 1967 و1998. تمت مناقشة إرث حكم سوهارتو الذي استمر 32 عامًا في إندونيسيا وخارجها. أسس سوهارتو حكومة قوية مركزية يهيمن عليها الجيشفي ظل إدارة "النظام الجديد "، وقد أكسبته القدرة على الحفاظ على الاستقرار في إندونيسيا المتنوعة المترامية الأطراف، والموقف المعلن المناهض للشيوعية الدعم الاقتصادي والدبلوماسي من الغرب خلال الحرب الباردة. شهدت إندونيسيا خلال معظم فترة رئاسته نموًا اقتصاديًا وتصنيعًا كبيرًا. على خلفية العلاقات الدولية للحرب الباردة، أدى غزو نظام سوهارتو الجديد لتيمور الشرقية، واحتلالها الذي استمر 24 عامًا، إلى مقتل ما لا يقل عن 102.800 إنسان بحسب تقرير إحصائي مفصل أُعد لصالح لجنة الاستقبال والحقيقة والمصالحة في تيمور الشرقية. تتراوح تقديرات الأموال الحكومية التي تم اختلاسها بحلول التسعينات من قبل مجموعة عائلة سوهارتو من 1.5 إلى 35 مليار دولار أمريكي، الأمر الذي كان مصدر الكثير من السخط، واُعتبر سوهارتو كأحد أكثر القادة فسادًا في العالم. تصدر سوهارتو تصنيفات الفساد، وفشلت محاولات محاكمته بتهمة الفساد والإبادة الجماعية في السنوات التي تلت رئاسته بسبب حالته الصحية المتردية.
- نيكولاي تشاوشيسكو - سكرتير الحزب الشيوعي الروماني بين عامي 1965 و1989، ورئيسًا لمجلس الدولة منذ عام 1967، ورئيسًا لرومانيا بين عامي 1974 و1989. تميز حكمه في العقد الأول بسياسة منفتحة تجاه أوروبا الغربية والولايات المتحدة الأمريكية، والتي انحرفت عن تلك السياسة التي سادت دول حلف وارسو الأخرى خلال الحرب الباردة، وواصل الاتجاه الذي أسسه سلفه جورج جورغيو ديج بإقناع نظام خروتشوف بلباقة بسحب القوات من رومانيا في عام 1958.[2] تميز العقد الثاني لشاوشيسكو بعبادة شخصية غير منتظمة بشكل متزايد، وقومية متطرفة وتدهور العلاقات الخارجية مع القوى الغربية وكذلك مع الاتحاد السوفيتي. تمت الإطاحة بحكومة لشاوشيسكو في ديسمبر 1989، وتم إطلاق النار عليه بعد جلسة بثها التلفزيون لمدة ساعتين من قبل محكمة عسكرية.[3]
- بول بيا، رئيس الكاميرون منذ عام 1982.[4]

## لمزيد من الإطلاع
- Avirgan، Tony؛ Martha Honey (1982). War in Uganda: The Legacy of Idi Amin. Westport: Lawrence Hill & Co. Publishers. ISBN:0-88208-136-5.0-88208-136-5
- Enciclopedic Mic Dic Micionar («قاموس موسوعي صغير»)، 1978
- إدوارد بير، قبل اليد التي لا تستطيع عضها ،(ردمك 0-679-40128-8)